# Schloss Rosenegg (Steyr)

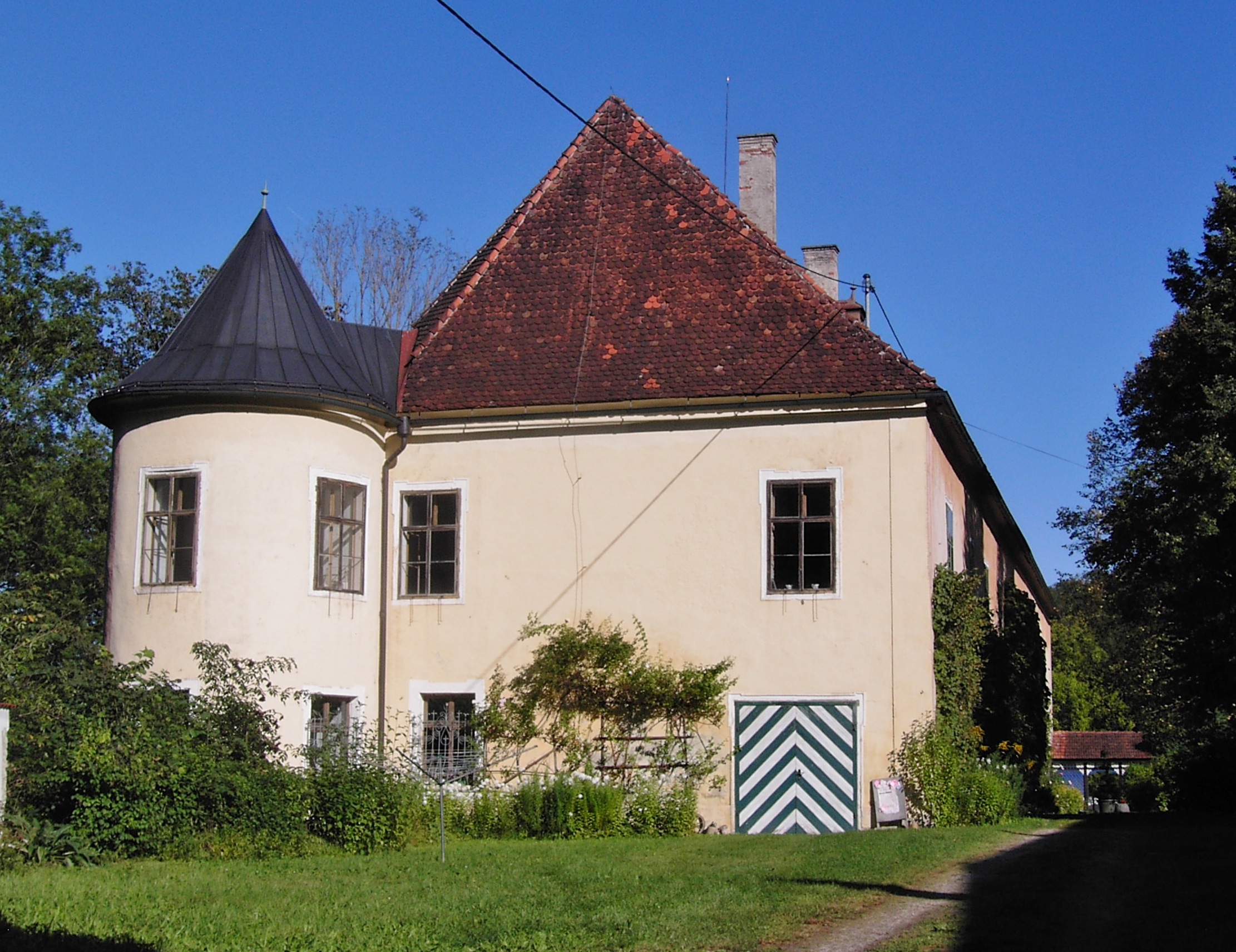
Schloss Rosenegg heute

Das Schloss Rosenegg liegt im Ortsteil Pergern der Gemeinde Garsten im Bezirk Steyr-Land von Oberösterreich (Steyr-Unterhimmel).

## Geschichte

### Im Mittelalter
Die Ursprünge von Schloss Rosenegg reichen in das Mittelalter zurück; seine erste urkundliche Erwähnung stammt aus dem Jahre 1383, doch ist anzunehmen, dass es schon seit dem 13. Jahrhundert oder vielleicht schon weit davor bestanden hat. Es ist damals ein Bauernhof gewesen, genannt das „Baumannsgütl in der Weng“. „Baumannsgütl“ bezeichnet ein Bauerngut und „Weng“ bedeutet im Althochdeutschen „Mulde“ oder „Tal“; es geht um die Talsohle, in die man von Tiensting aus hinabsteigt, wo sich von alters her dieses Gut befand; es wird in den Urkunden auch einfach „Weng auf dem Aettgraben“ genannt. Es ist das Eigentum der Familie der Losensteiner gewesen. Da diese Familie, die aus dem Traungau stammte, Ministeriale der Grafen von Steyr, der Ottakare, gewesen war, genoss ihr Bauerngut in der Weng die Freiheit von  der Hörigkeit der Bauernschaft und ist daher eher ein Herrensitz gewesen ist, also ein größerer Herrenhof mit Wirtschaft; es wurde auch ihr „freies Eigen“ genannt. Da die Losensteiner bis in das 12. Jahrhundert zurückreichten, ist es wahrscheinlich, dass auch das Gut bei Steyr schon seit dem 12. Jahrhundert oder vielleicht schon davor das Eigen dieser Familie gewesen war. Sie hatten diesen Gutshof allerdings nicht selber bewohnt, sondern als Lehen an verschiedene Bürgersfamilien aus Steyr vergeben. Bis 1384 waren zum Beispiel die Steyrer Stadtbürger der Velber Lehensinhaber von Weng. Das erste Dokument, mit dem Rosenegg historisch gesichert ist, ist eine Schenkungsurkunde, mit der die Losensteiner, Hartneid und sein Cousin Peter, am 21. Dezember 1383 das Gut mitsamt dem Meierhof dem Kloster Garsten (siehe Bild) übergeben, als fromme Stiftung für ihr und ihrer Vorfahren Seelenheil; in der Tat ist damals eine Kapelle in der Abteikirche von Garsten gestiftet worden, die bis heute die „Losensteiner Kapelle“ heißt. Seitdem ist das Stift Garsten der Eigentümer des Gutes, und es hat die Praxis seiner Vorgänger fortgeführt und verschiedene Bürger aus Steyr damit belehnt. Schon im Jahr nach der Schenkung, 1384, übernimmt Hans Lörlein von den Brüdern Martin und Konrad Velber den Sitz. Ein Lehnsträger konnte nach mittelalterlichem Recht das belehnte Gut selber an einen anderen verkaufen, obwohl der Lehnsherr eigentlicher Eigentümer blieb, sodass nach dem Verkauf doch immer das Stift Garsten den neuen Lehnsträger damit belehnte.

### In der Renaissancezeit: Wende vom Bauerngut zum Schloss
In der ersten Hälfte des 16. Jahrhunderts ist Achaz Höhenfelder zu Aistersheim, Schlosspfleger von Steyr, der Lehnsträger des Landgutes gewesen; er hat es um das Jahr 1537 an Hanns von der Pruckhen (latinisiert „de Ponte“) verkauft, wobei der Abt von Garsten, Wolfgang Granfuss (1537–1559), wieder die Belehnung vornahm. Hanns von der Pruckhen wollte aber das Landgut als freien Eigenbesitz vom Abt im Tauschwege erwerben, also selber Lehnsherr werden. Von der Pruckhen hatte bereits von Kaiser Ferdinand I. einen Befehl zum Tausch des Gutes erwirkt. Der anbefohlene Tausch unterblieb aber, da sich Garsten erfolgreich zur Wehr setzte. Verärgert darüber, übergab der alte Pruckhen 1565 das Gut dem Steyrer Bürgerssohn Georg Fenzl. Nach dem Tode des alten Hanns von der Pruckhen erhielt es 1567 sein Sohn Andreas. Dieser war ein Arzt und außerdem Kammerdiener des Kaisers Maximilian II. (siehe Bild).  Dank dieser Beziehung zum Kaiser erreichte er im Jahre 1567 das, was seinem Vater nicht gelungen war, nämlich die Befreiung des Landgutes von der Obrigkeit durch das Kloster Garsten, also die Übertragung der Lehnshoheit auf sich selber und damit die Erhebung des Gutes zu einem gefreiten Edelmannssitz: es ist Kaiser Maximilian II. gewesen, der am 20. April 1568 einen Freibrief ausstellte, in dem das Gut als eigene Herrschaft errichtet wurde und dafür den neuen Namen „Schloss Rosenegg“ erhielt. Diese Befreiung aus der Lehnsherrschaft von Garsten ist deshalb möglich gewesen, weil sein Abt, Anton Prundorfer (1559–1568), selber dem Protestantismus angehangen hat, im Kloster mit einer Frau lebte und daher einen solchen Widerstand im Kloster und einen Druck von Wien aus provoziert hat, dass er im Jahre 1568 abgesetzt worden ist; es handelte sich also um eine Phase der institutionellen Schwäche des Klosters, die Andreas von der Pruckhen ausnützen konnte, abgesehen von seinen persönlichen Beziehungen zum Kaiser.
Andreas ließ infolge dieser Umwandlung von Rosenegg den alten Hof 1572 abtragen und an dessen Stelle das heutige Schloss errichten, unter Hinzufügung der zwei Rundtürme, die als Attribute eines Schlosses verpflichtend waren. Unüblich für einen Schlossbau stehen sie nicht an der Eingangs- oder Hofseite, sondern an der Park- oder Rückseite. Dies ist der Fall, weil das Gebäude genau an der Außenkante einer Uferterrasse errichtet wurde, auf der obersten Uferterrasse der Steyr. Um der Gefahr von Hangrutschungen vorzubeugen, hatte man das Fundament der hier befindlichen Außenmauer bis auf die untere Terrasse herabgezogen. Auch die Rundtürme hatte man von unten hochgezogen, wodurch der Anblick des Schlosses vom Fluss her wesentlich imposanter als von der Hofseite aus ist (siehe 2 Bilder). So entstand das Schloss als ein schmaler, langgestreckter Bau mit einem Walmdach und zwei runden Ecktürmen mit Kegeldächern. Diese dienten niemals Wehr-, sondern Wohnzwecken.
Allerdings stockten die diesbezüglichen Arbeiten die ganze Zeit, in der die Familie von der Pruckhen Rosenegg in sehr wechselvoller Weise besaß (1537–1625). Dennoch hat diese Familie Rosenegg seinen Aufstieg zur Herrschaft gebracht, deshalb ist ihre Zeit die entscheidende Phase in der Geschichte des Schlosses. Die Gattin des Andreas, Barbara Klara de Ponte, geborene Eisengreinin von Richtenfels, hat nach dem Tod des Gatten († 1584) – sie hatte ihm eine Tochter namens Anna Maria geboren – die Herrschaft in Rosenegg weitergeführt. Um 1587 heiratete sie Wolf Christoph Seepacher von Seebach († 1590), Hofrichter in Mondsee, und schenkte ihm einen Sohn, genannt Wolf Christoph. Als auch der zweite Gatte 1590 starb, heiratete sie um 1593 Melchior Ster, den Hofdiener des Erzherzogs Matthias. Ihm schenkte sie auch eine Tochter, die Maria Elisabeth getauft wurde. Für ihre Herrschaft in Rosenegg erhielt sie am 4. November 1597 von Kaiser Rudolf II. eine Bestätigung des früher von Kaiser Maximilian II. ausgestellten Freibriefes. Allerdings verkauften sie und ihr dritter Mann am 28. April 1608 den Besitz an Dr. Veit Spindler von Hofegg, sodass jene entscheidende Phase der Präsenz der Familie von der Pruckhen-Ster in Rosenegg vorübergehend zu Ende ging. Als aber Dr. Spindler die Herrschaft im selben Jahr 1608 an den kaiserlichen Hof- und Kriegszahlmeister Hans Rossner veräußerte, kam es zu finanziellen Unstimmigkeiten, und ein Rechtsstreit brach zwischen diesem und der Familie von Barbara Ster über die Besitzansprüche von Rosenegg aus. Im Verlauf dieses Rechtsstreites starb 1615 der neue Eigentümer, Spindler, und durch einen gerichtlichen Vergleich ging Rosenegg an Wolf Christoph Seepacher von Seebach, den Sohn der Barbara Ster aus deren zweiten Ehe. Allerdings war dieser hoch verschuldet, und so musste er am 7. Oktober 1621 den Besitz an das Kloster Garsten verkaufen, dessen Abt damals Anton Spindler (1615–1642, dann Schottenabt in Wien) gewesen ist. Die eigentliche Herrschaft Roseneggs als freier Edelmannssitz ist mit dieser Rückkehr Roseneggs in den Schoss der Herrschaft Garsten erloschen.
Die Rosenegger Untertanen wurden vom Eisenobmann Hanns Kherzenmändl über Auftrag des Statthalters Adam Freiherrn von Herberstorff ihrer Pflicht gegen ihren früheren Herrn Wolf Christoph von Seebach entbunden und dem Abt von Garsten übergeben. Doch am 9. August 1622 erhob Maria Elisabeth, die dritte Tochter der Barbara aus deren Ehe mit Melchior Ster sowie Gemahlin des Hauptmannes und Obristwachtmeisters Albrecht Sokolowsky auf Sokolaw, beim Statthalter in Österreich ob der Enns wegen des von ihrem Bruder an den Abt von Garsten um 3100 fl verkauften Freisitzes Rosenegg Einspruch, und die Sokolowskys blieben bis zum endgültigen Entscheid im Jahre 1625 im Besitze des Landsitzes und bewohnten ihn auch. Erst als sich Abt Spindler zu einem neuerlichen Geldopfer entschließen konnte, erlangte er am 11. April 1625 vom Sokolowsky-Ehepaar gegen eine Abfindungssumme von 150 fl den Verzicht auf alle Ansprüche. Nun war Garsten nach einer 60-jährigen Unterbrechung endgültig wieder im Besitze des Gutes Rosenegg samt dem nicht ausgebauten Schlosse.

### Das barocke Rosenegg des Stiftes Garsten im 17. und 18. Jahrhundert
Im Laufe des 17ten Jahrhunderts blieb das Schloss in seinem unfertigen Zustand, wohl wegen der unruhigen Zeiten des dreißigjährigen Krieges und der darauf folgenden Türkengefahr für ganz Österreich, die es auch den Stiften nicht ermöglichte, ihre barocke Bautätigkeit zu entfalten. So kam es erst nach dem Ende der Türkengefahr (1683) zur eigentlichen Fertigstellung des Schlosses, nun im Stil des Barock. In der Tat wurden sowohl das Schloss als auch der Park im Stil des österreichischen Frühbarocks gestaltet, wie man dies noch auf einem Stich sehen kann, der sich in der Chronik des Klosters Garsten befindet. Abt Anselm Angerer von Garsten (1647–1715), der ein typischer Prälat im Sinne des österreichischen Barock gewesen ist, gebildet und mäzenenhaft zugleich, kann als der große Gönner von Rosenegg angesehen werden. Er baute zwischen 1691 und 1693 das Schloss fertig und richtete auch eine Kapelle neu ein. Diese Kapelle erstreckte sich über beide Stockwerke und ist so für das Schloss überproportioniert groß gewesen. Sie wurde vom Linzer Steinmetz Christoph mit sechseckigen marmornen Platten gepflastert und hatte einen öffentlichen Zugang, und vom oberen Umgang aus waren die Fenster der seitlichen Schlafräume in das Oratorium eingebaut.
Für den 1691 geweihten Altar hat der Stiftsmaler von Garsten, Johann Carl von Resslfeld (siehe Bild), ein Bild der Heiligen Familie gemalt, der vielleicht auch das Gewölbe der Kapelle mit Fresken geschmückt hat. Der Abt plante, 1691 im Schloss für die Theologiestudenten eine Studienstätte zu errichten, damit sie im Kloster „durch ihr fröhliches Treiben nicht die Ruhe der Alten stören würden“. Neben dem Aufbau des Schlosses ließ er ein Museum, darunter wohl die Schule gemeint war, dann ein Dormitorium, einen Schlafraum, und ein Konferenzzimmer für die Professoren errichten. Die Schule, die er als einen Musentempel ausersehen hatte, wollte er zu einer Akademie im Geist eines Aristoteles und des Doctor angelicus (der hl. Thomas von Aquin) erheben. Er schickte auch zahlreiche Alumnen dorthin, die von gelehrten Professoren in allen Wissenszweigen unterrichtet wurden, welche der Abt vor allem von der Universität Salzburg berufen hatte, denn er ist selber neben seiner Eigenschaft als Abt außerdem Rektor der Universität Salzburg gewesen. Sein großer Einfluss in der akademischen Welt hat es ihm ermöglicht, dieses Unternehmen zu starten, auch ist es sein intellektuelles Profil als Universitätsprofessor gewesen, das es erklärt, weshalb er ein so ambitioniertes Projekt für Rosenegg planen konnte. Leider musste er sein Vorhaben, diese Anstalt weiter auszubauen, wieder aufgeben und schließlich gänzlich einstellen, da er die der Salzburger Universität entzogenen Gelehrten wieder dem Lyzeum (in Salzburg oder Linz) überlassen musste. Rosenegg diente weiterhin als ein schönes Tuskulum für seine Konventualen.
Im 18. Jahrhundert wurden weiterführend Barockisierungen des Äußeren und Inneren vorgenommen, von denen heute noch das sogenannte Prälatenzimmer mit seinen Wandmalereien im Stil des österreichischen Hochbarocks (1730er Jahre) zeugt. Im Zuge des Brandes der Stadt Steyr im Jahre 1727 bewohnten 34 Nonnen des Steyrer Zölestinerinnenklosters 14 Monate hindurch sechs Gemächer des Schlosses, und erst am 17. Oktober 1728 konnten sie wieder in das neuerbaute Kloster nach Steyr zurückkehren. Abt Ambros von Freudenpichl (1715–1729), der den Schwestern Zuflucht in Rosenegg wie auch Neuerrichtung ihres Klosters ermöglicht hat, verlebte seine letzten Tage in der stillen Waldeinsamkeit des Schlosses und starb dort am 22. Oktober 1729. Ab 1785 wurde das Turmzimmer des Schlosses als Schule verwendet, die 1787 nach Christkindl verlegt wurde.

### Das Ende des Stiftes Garsten und häufiger Besitzerwechsel; historistische Umgestaltung
Die lange Herrschaft des Klosters Garsten über Rosenegg, die mit Unterbrechung seit dem 14. Jahrhundert an gedauert hatte, ging mit der Zeit von Kaiser Josef II. zu Ende. Nach dem Tod des letzten Abtes Maurus Gordon 1786 (er war Abt seit 1764 gewesen) ist das Stift am 1. Mai 1787 aufgehoben worden, sodass auch Rosenegg gleich anderen Besitzungen Garstens dem Religionsfonds zufiel. Kurzfristig fand sich aber kein Käufer. 1792 kaufte der Papierfabrikant Michael Würz das Schloss. In der Folge wechselte Rosenegg häufig die Besitzer, zu nennen sind dabei aus der ersten Hälfte des 19. Jahrhunderts die Familien Hofmann und Barth und vor allem der Dichter Alexander Julius Schindler (siehe Bild) (er trug den Dichternamen Julius von der Traun), ein Jurist aus Wien, der im Auftrag des Fürsten Lamberg in den 1840er Jahren der letzte Pfleger der Herrschaft Steyr gewesen ist. Er bewohnte das Schloss Rosenegg am Ende der 1840er Jahre bis 1850, wo er auch seine Gedichte verfasste und die er in der Folge in einem gesammelten Band unter dem Titel der „Rosenegger Romanzen“ oder „Rosenegger Sonette“ publizierte. In den 1860er Jahren ist Gräfin Waldstein, geb. Khevenhüller († 1867), Eigentümerin von Rosenegg gewesen. Sie hat Rosenegg seinen barocken Charakter weggenommen, indem sie es im Stil des Historismus umgestaltet hat; ihre Eingriffe haben das Schloss nachhaltig geprägt, sodass es sich heute noch so präsentiert, wie es unter ihren Eingriffen Gestalt angenommen hat. Im Geschmack der Zeit hat sie auf den Außenwänden das typische Schönbrunnergelb aufgetragen (im Gegensatz zum klassischen Grau-Rosa des österreichischen Barock). Im Inneren wurde die Kapelle profaniert und auf ihrer halben Höhe ein Stock eingezogen; von ihrem Stuckwerke sind nur noch Reste erhalten, die gesamte Innenausstattung der Kapelle samt dem Altarsbild von Resslfeld ist verlorengegangen. Weiters hat sie eine Fensterordnung im englischen Stil und im ersten Stock durch alle Zimmer des Schlosses hindurch eine Türflut angelegt. Nach ihr sind Eigentümer die Prager Bankiers Schlesinger (1878) gewesen, die sich das bekannte Rosenegger Quellwasser in Flaschen nach Prag bringen ließen.

### Die Familie Werndl; Rosenegg bis heute
1908 verkaufte Anna Schlesinger den Besitz um 80.000 Kronen an die Kinder von Franz Werndl (des Bruders von Josef Werndl), dessen Nachkommen bis heute Rosenegg bewohnen. Es ist der Sohn von Franz Werndl, Viktor (siehe Bild), gewesen, der für sich und seine Schwestern, vor allem Leopoldine, Hedwig und Alice, den Besitz erworben hat. Die Nachfahren der ältesten Schwester, Leopoldine, verheirateter Hofmann, sind bis heute die Eigentümer von Rosenegg. Sie hat ihren Anteil an ihre beiden Töchter vererbt, Friederike, verh. Peller von Ehrenberg, und Anna, verh. Beringer. Die Nachfahren Friederikes bewohnen den Meierhof, den ehemaligen Wirtschaftstrakt des Schlosses, der diesem gegenüber gelegen ist und revitalisiert worden ist. Im Schloss hingegen, das in seinem Inneren eine Revitalisierung erfahren hat, wohnen die Nachkommen von Anna Beringer. Ihre Enkelin, Ilona von Ronay, ist Malerin und organisiert in den Sommermonaten im Schloss Konzerte und andere kulturelle Veranstaltungen. Auf der Nordseite des Schlosses befindet sich ein nach Westen gestreckter Park mit einer alten Allee.